# Lovisa Karlsson
Emma Lovisa Karlsson (Gotemburgo, 24 de mayo de 1995) es una deportista sueca que compite en vela en la clase 470.
Participó en dos Juegos Olímpicos de Verano, en los años 2020 y 2024, obteniendo una medalla de bronce en París 2024, en la clase 470 mixto (junto con Anton Dahlberg). Ganó dos medallas de oro en el Campeonato Europeo de 470, en los años 2022 y 2023.

## Palmarés internacional
| \| Juegos Olímpicos \| Juegos Olímpicos \| Juegos Olímpicos \| Juegos Olímpicos \| \| Año \| Lugar \| Medalla \| Clase \| \| ------------------ \| ----------------- \| ----------------- \| ---------------- \| \| 2024 \| París (Francia) \| Medalla de bronce \| 470 mixto \| \| Campeonato Europeo \| \| \| \| \| Año \| Lugar \| Medalla \| Clase \| \| 2022 \| Çeşme (Turquía) \| Medalla de oro \| 470 mixto \| \| 2023 \| San Remo (Italia) \| Medalla de oro \| 470 mixto \| |                   |                   |           |
| Juegos Olímpicos |                   |                   |           |
| Año | Lugar             | Medalla           | Clase     |
| 2024 | París (Francia)   | Medalla de bronce | 470 mixto |
| Campeonato Europeo |                   |                   |           |
| Año | Lugar             | Medalla           | Clase     |
| 2022 | Çeşme (Turquía)   | Medalla de oro    | 470 mixto |
| 2023 | San Remo (Italia) | Medalla de oro    | 470 mixto |